# Náchod
Náchod (tyska: Nachod) är en stad i norra Tjeckien och huvudort i distriktet Náchod i regionen Hradec Králové. Staden ligger direkt intill den polska gränsen och har en gränsövergång till staden Kudowa-Zdrój i Polen. Befolkningen uppgick till 20 267 invånare i januari 2016.